# قرار مجلس الأمن التابع للأمم المتحدة رقم 396
قرار مجلس الأمن التابع للأمم المتحدة رقم 396، الذي اعتمد في 22 أكتوبر 1976، وقد نظر في تقرير الأمين العام بشأن قوة الأمم المتحدة لمراقبة فض الاشتباك وأحاط علمًا بالمناقشات التي أجراها الأمين العام مع جميع الأطراف المعنية بالوضع في الشرق الأوسط. وأعرب المجلس عن قلقه إزاء استمرار التوتر في المنطقة وقرر ما يلي:
(أ) تجديد ولاية قوة الأمم المتحدة لمراقبة فض الاشتباك لسنة أخرى، حتى 24 أكتوبر 1977
(ب) الطلب إلى الأمين العام أن يبقي مجلس الأمن على علم بما يستجد من تطورات
(ج) دعوه جميع الأطراف إلى التنفيذ الفوري للقرار 338 (1973)
اعتمد المجلس القرار بأغلبية 13 صوتًا مقابل لا شيء؛ ولم تشارك الصين و‌ليبيا في التصويت.